# Johannes Hus

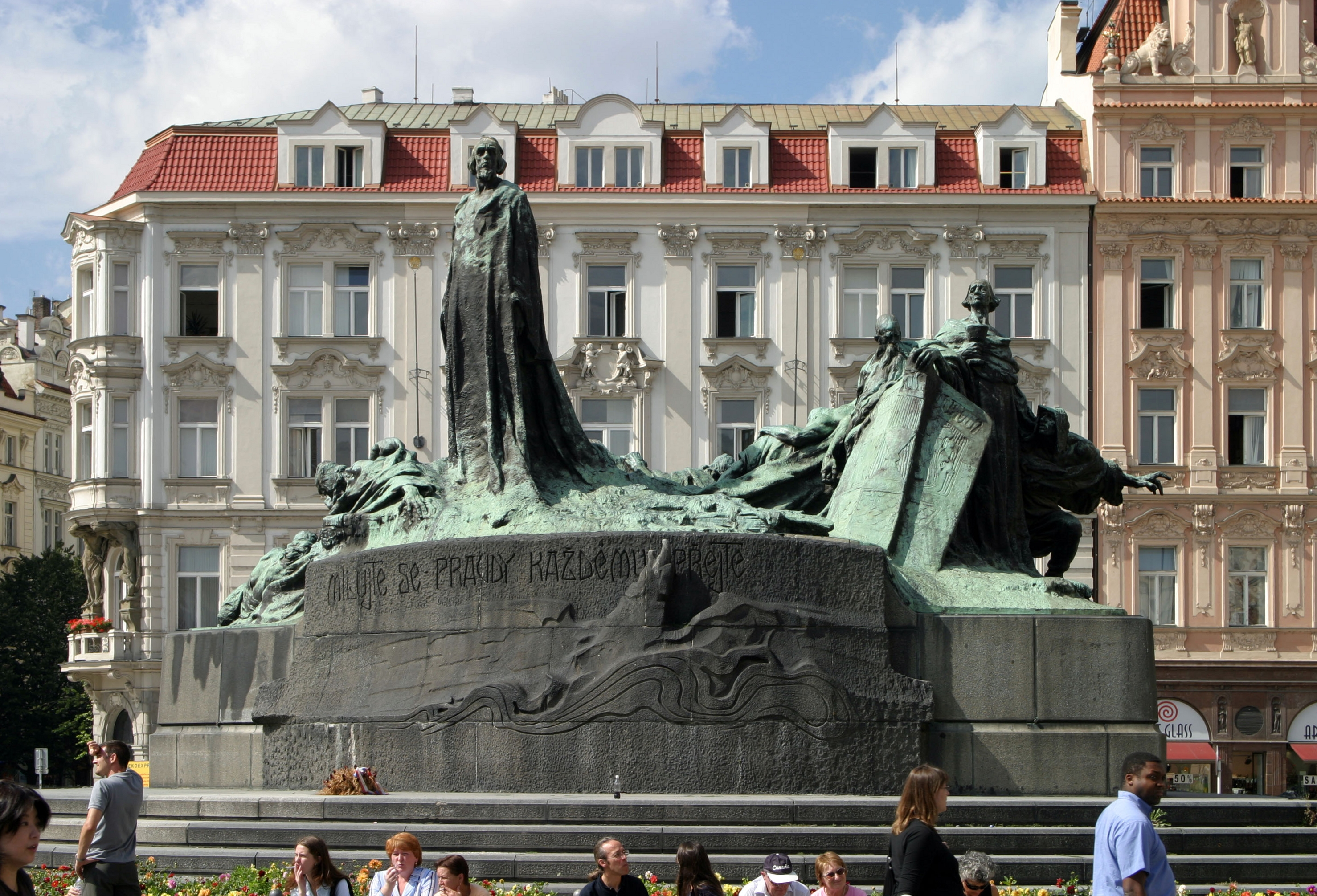
Standbeeld van Johannes Hus op het Oudestadsplein in Praag

Johannes Hus (Tsjechisch: Jan Hus) (Husinec, ca. 1369/1370 – Konstanz, 6 juli 1415) was een Boheemse hoogleraar die geldt als een voorloper van de Reformatie.

## Academische carrière
Hus werd geboren in het Boheemse gehucht Husinec aan de grens met Beieren, waar zijn naam ook naar verwijst. Hus was van redelijk eenvoudige komaf en ging naar een bescheiden boerenschooltje, maar ontpopte zich als wonderkind. Toen hij op 16-jarige leeftijd ging studeren in Praag, maakte hij een academische bliksemcarrière. Op zijn 20e was hij meester in de letteren, op zijn 21e meester in de filosofie, op zijn 23e doctor in de letteren. Vier jaar later was Hus rector van de faculteit filosofie, en op zijn 29e werd hij rector magnificus van de Universiteit van Praag.

## Uitvinder van het Tsjechische alfabet
In zijn academische carrière heeft Hus – naast het theologisch werk waarmee hij de meeste faam verwierf – een blijvend stempel gedrukt op de Tsjechische maatschappij. Hem komt de eer toe de háček te hebben geïntroduceerd in het Tsjechische alfabet. De reden daarvoor was waarschijnlijk een economische: Hus leefde in de periode voor de boekdrukkunst, en perkament was duur. Het scheelde ruimte en dus geld om š te kunnen schrijven in plaats van sh, of đ in plaats van dzj. In deze Tsjechische spelling heeft Hus een volledige Bijbelvertaling verzorgd.

## Tegen oprukkende germanisering
Hus leeft ook voort als strijder van de Tsjechische zaak tegen de Duitsers. Hij is daarom een protonationalist genoemd. Vanaf 1200 vestigde een voortdurende stroom Duitstalige economische migranten zich in Bohemen, iets waartegen de oorspronkelijke Tsjechisch-sprekende bevolking steeds meer protesteerde. Hus was een prominent vertolker van dit gevoel. Hij was niet per se anti-Duits, maar waarschuwde tegen de germanisering van Bohemen. Zo vond hij bijvoorbeeld dat kinderen uit gemengde huwelijken Tsjechisch moesten spreken.
Als rector magnificus nationaliseerde hij de Universiteit van Praag. Sinds de stichting in 1348 was de universiteit onderverdeeld in vier secties, de "naties": de Beierse, Boheemse, Saksische en Poolse natie (een dwarsdoorsnede van het Duitse Rijk). Elke sectie had één stem in het bestuur, maar in 1409 wist Hus met steun van koning Wenceslaus de stemverhouding te kantelen: drie stemmen voor de Boheemse sectie, en een voor de rest. Het gevolg: de universiteit liep leeg omdat de woedende Duitse professoren vertrokken. Zij stichtten kort daarop de universiteiten van Leipzig en Erfurt.

## Preker en criticus van de Katholieke Kerk
Hus legde in 1398 de priestergelofte af en ging vanaf 1402 preken in de kapel van Bethlehem. Hij bleek een magnetiserende, charismatische persoonlijkheid, die hoog en laag wist te boeien, ook omdat hij er bewust voor koos om in het Tsjechisch te preken. Koningin Sophia, de tweede vrouw van Wenceslaus, ging wekelijks bij hem te biecht en maakte hem hofkapelaan. Hus was kritisch op misstanden binnen de Katholieke Kerk. De belangrijkste grieven die Hus aan de kaak stelde, waren de wijdverbreide simonie (koop of uitruil van ambten), corruptie, de handel in relieken en aflaten.
Hus' kritiek op de toestand van de geestelijkheid in Bohemen kwam op een moment dat de Katholieke Kerk zich in zwaar weer bevond. De Romeinse Curie was in 1303 onder dwang van Rome naar Avignon verhuisd, en een heftige ruzie binnen het College van Kardinalen mondde in 1378 uit in het grote Westers Schisma, toen twee pausen werden gekozen, één in Rome en één in Avignon. De ene helft van Europa volgde Avignon (Frankrijk en enkele Duitse staten), de andere Rome (onder meer Engeland en Bohemen). Om geld te genereren voor kruistochten tegen elkaar, verkochten beide pausen ambten tegen de hoogst biedende, en aflaten aan het volk. De kritiek op de kerkelijke hiërarchie nam navenant toe. In Bohemen werd de paus vanaf de jaren 1370-1380 door volkspriesters als Jan Milič z Kroměříže regelmatig voor de antichrist uitgemaakt, de pauselijke Curie in Rome noemden zij de Synagoge van Satan. Maar ook uit academische kring kwam bijtende – en fundamentele – kritiek, in de eerste plaats verwoord door Hus.

## Volger van Wyclif

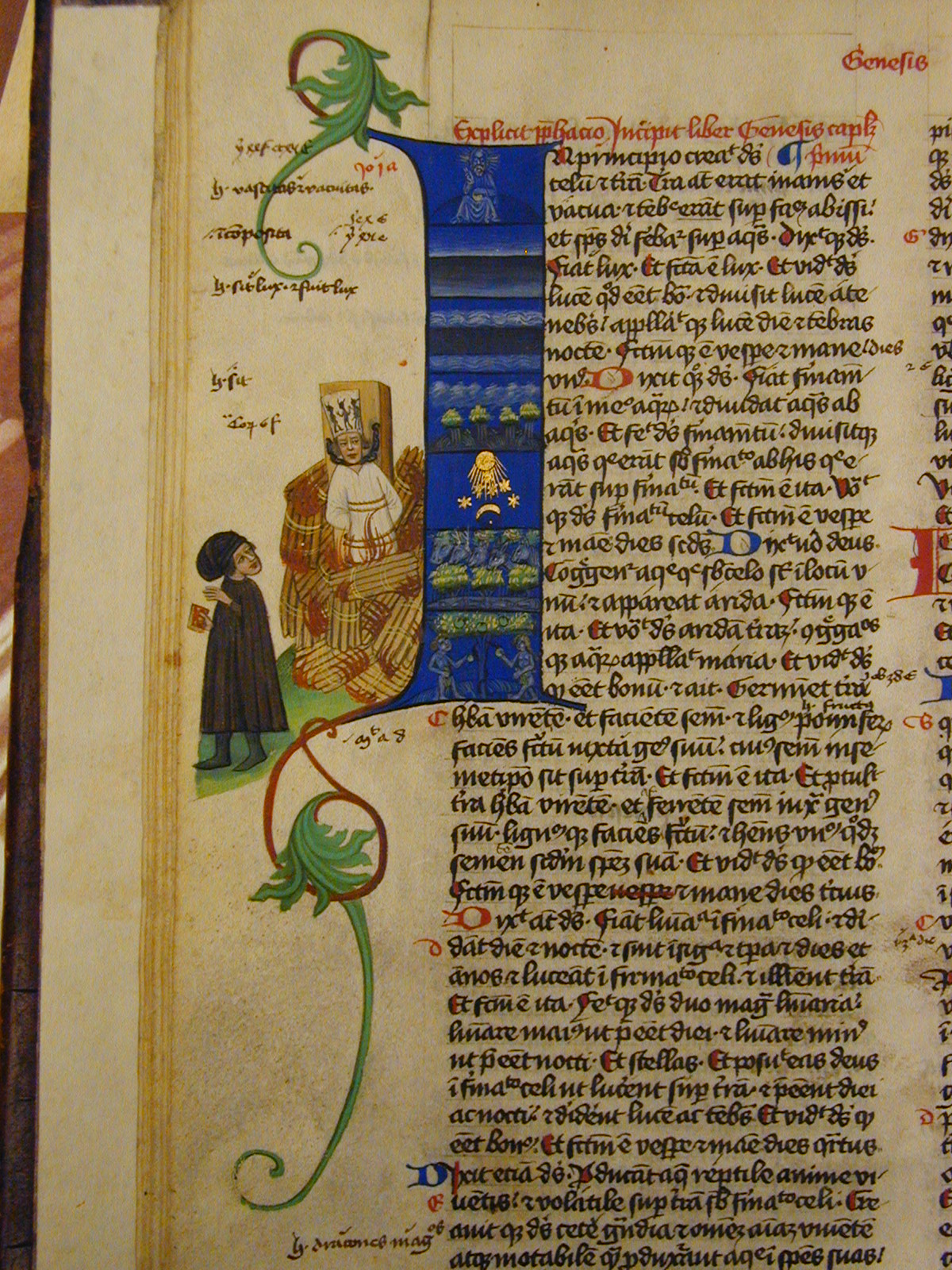
De oudst bekende afbeelding van Jan Hus is uit de Martinická Bijbel 1430.

De kritiek die Hus gedurende de periode 1400-1410 consistent leverde, was diepgaand beïnvloed door de Engelsman John Wyclif (1330-1384). Hus was waarschijnlijk de grootste autoriteit van Wyclifs werken in Europa, mede omdat hij Wyclif in zijn studentenjaren – als bijbaantje bij de Praagse universiteitsbibliotheek – integraal had moeten kopiëren op duur perkament. Wyclif was een professor en kerkhervormer die het primaat van de Bijbel in de geloofsbelijdenis predikte, en geloofde dat Gods woord het best in de volkstaal verkondigd kon worden. Centraal in Wyclifs theologie stond het geloof in een "heilige universele kerk" die los stond van de Katholieke Kerk, het geloof in predestinatie, de verwerping van het gezag van priesters (zeker als deze een doodzonde hadden begaan), en verwerping van de autoriteit van de paus – met name diens wereldlijke ambities (bijvoorbeeld de Inquisitie).
Bij het Tsjechische publiek sloegen de denkbeelden van Wyclif aan en Hus speelde hierin de rol van popularisator. Hus was geen originele denker, maar wist als rector van de Praagse Universiteit het academische proza van Wyclif te vertalen naar krachtige, heldere boeken en preken. Door zijn grote populariteit en zijn machtige beschermheren (onder wie koningin Sophia) ontliep hij aanvankelijk excommunicatie. Daarbij speelde mee dat door de extreme verdeeldheid binnen de katholieke kerk gedurende het eerste decennium van de 15e eeuw een krachtdadige veroordeling lang uitbleef: tussen 1409 en 1414 betwistten drie pausen elkaar de bevoegdheid.

## Excommunicatie
In 1409 werd Hus geëxcommuniceerd door aartsbisschop Zbynek van Praag, maar ingrijpender was het Grote Anathema dat (tegen)paus Johannes XXIII in 1412 uitsprak. Het Anathema was in feite een dwingende banvloek. Onder dreiging van excommunicatie werden bewoners van Praag en omstreken opgedragen om Hus overal te mijden, in openbare en besloten plekken, hem vlees en drinken te onthouden, niets van hem te kopen of aan hem te verkopen, hem alle gastvrijheid te weigeren. Na de 23e dag van het Grote Anathema zouden in alle kerken, kapellen en abdijen, op alle grote feestdagen en zondagen zijn naam als geëxcommuniceerde worden uitgesproken. De Heilige Mis moest achter gesloten deuren plaatsvinden, en de Hostie mocht alleen nog maar aan zieken worden uitgedeeld. Gelovigen mochten zijn vermoedelijke verblijfplaats met drie stenen treffen.
Het enige dat het Grote Anathema niet kon afdwingen was gevangenneming – iets dat koning Wenceslaus ook pertinent weigerde. Maar onder de omstandigheden kon Hus weinig anders doen dan Praag verlaten. Hij bleef prediken en kwam ook geregeld voor korte verblijven terug naar Praag. Maar de situatie moest op een hoger niveau worden uitgespeeld. De gelegenheid werd Hus aangereikt door Wenceslaus' broer Sigismund, Rooms koning en keizer van het Duitse Rijk, die Hus een vrijgeleide – de salvus conductus – beloofde als hij zou getuigen voor het Concilie van Konstanz.

## Concilie van Konstanz
Het Concilie van Konstanz (1414-1418) was een van de scharnierpunten uit de katholieke geschiedenis. De primaire doelstelling was om het Grote Schisma te beëindigen. Het proces tegen Hus was een bijzaak – maar geen trivialiteit. Hus kwam in oktober 1414 aan in Konstanz. Toen paus Johannes XXIII in november arriveerde, liet hij Hus – ondanks de vrijgeleide van keizer Sigismund – gevangennemen. Sigismund, die uit Aken naar Konstanz reisde, was woedend maar deed niets om Hus op vrije voeten te stellen. Wel liet Sigismund bij zijn aankomst in Konstanz paus Johannes XXIII gevangenzetten in een franciscaner klooster, ironisch genoeg pal tegenover de cel van Jan Hus.
Gedurende de vele maanden die Hus gevangen zat, kwam het niet tot een discussie. Een tribunaal van godgeleerden bestudeerde nauwgezet alle geschriften van Hus, legde hem vervolgens een lijst met tientallen punten voor waarop hij zich aan ketterij schuldig zou maken. Hus bestreed elk punt van die lange lijst – maar de godgeleerden en bisschoppen wilden maar één ding horen: een volledige verwerping van zijn eigen geschriften.
In de tussentijd broeide het in Bohemen. In april 1415 ontving keizer Sigismund een petitie, getekend door 50 Boheemse edelen, waarin de keizer aan zijn salvus conductus werd herinnerd. In mei kwam een nieuwe petitie, nu getekend door 250 prominenten uit Bohemen, Moravië en Polen, met dezelfde strekking en het verzoek om Hus onmiddellijk vrij te laten. Keizer Sigismund negeerde de oproep, en greep niet in toen het Concilie Jan Hus tot dood op de brandstapel veroordeelde – een vonnis dat op 6 juli 1415 werd voltrokken.

## Dood op de brandstapel

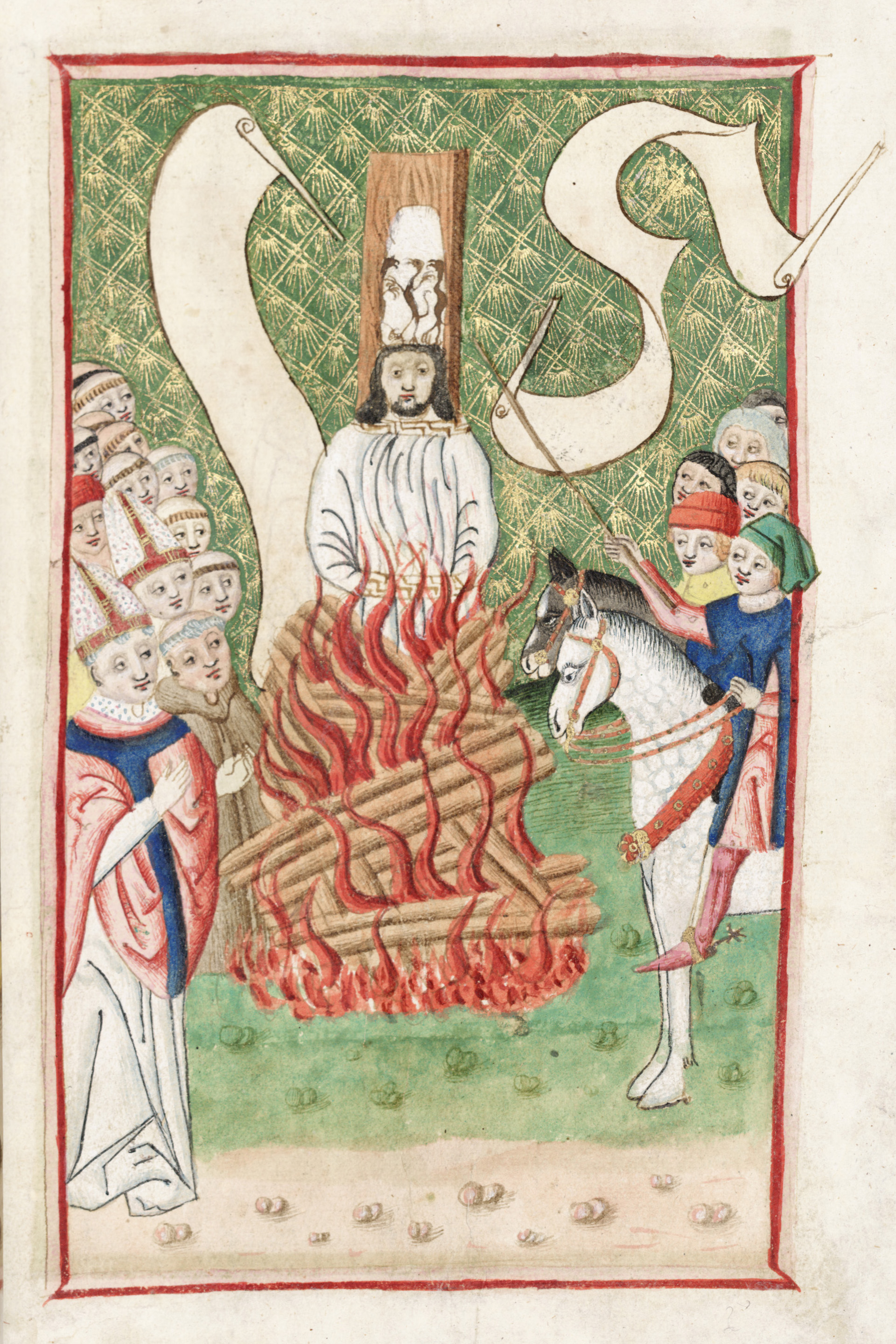
Jan Hus op de brandstapel, Jena codex (c. 1500)

Op weg naar zijn brandstapel liep Hus – getooid met een papieren hoed waarop drie dansende helse duivels waren afgebeeld – nog langs Sigismund, keek hem recht in de ogen, en herinnerde hem aan zijn belofte. Sigismund kleurde vuurrood. Een uur later werd het zwartgeblakerde skelet van Hus met ijzeren staven vermorzeld, waarna de as werd uitgestrooid in het meer van Konstanz. De laatste woorden die Hus op de brandstapel zou hebben uitgesproken: Pravda vítězí (de waarheid overwint).
Een andere anekdote over Hus' laatste woorden luidt dat toen Hus op de brandstapel stond, hij hoofdschuddend "Sancta simplicitas" (Heilige eenvoudigheid) gezegd zou hebben tegen een oud vrouwtje dat met een takje voor de brandstapel kwam aandragen. Maar het kan ook zijn dat Hiëronymus van Praag dit gezegd heeft, toen hij een jaar later hetzelfde lot onderging.
Nog een anekdote over de relatie tot het symbool van de latere Lutherse kerk is de volgende: vlak voordat Jan Hus de brandstapel betrad, schijnt hij de volgende woorden hebben gezegd: “Ik zal gebraden worden als een gans (Hus betekent gans in het Tsjechisch), maar ik zal wederkeren als een zwaan!” Later heeft de Lutherse gemeenschap de zwaan gekozen als symbool van haar religie. De zwaan siert sindsdien de Lutherse kerkgebouwen.

## Hussieten
De dood van Hus werd in Bohemen beschouwd als een grof schandaal. Toen koning Wenceslaus in 1419 stierf, viel het koningschap toe aan Sigismund. Vooral door diens verraad van Hus kwam een brede volksbeweging in opstand tegen de nieuwe koning. Een comité van wethouders die Sigismunds aankomst in Praag voorbereidden, werd door een woedende menigte uit de ramen van het stadhuis gegooid en opgevangen door speerpunten van de hussieten, de zogenaamde Eerste Praagse Defenestratie.
In de jaren erna (1420 – 1436) lanceerde Sigismund zeven kruistochten tegen de hussieten. Zijn leger van Duitse ridders werd zeven keer teruggeslagen, door het boerenleger onder leiding van een militair genie, de eenogige volksgeneraal Jan Žižka. Žižka en diens opvolger Prokop Holý moderniseerden de oorlogsvoering in die tijd door hun innovatieve gebruik van agrarische huifkarren die werden omgevormd tot rijdende strijdkastelen, en nieuwe vuurwapens als de pišŧala en de hůfnice (pistool en houwitser). Zij hanteerden als banieren de Gans (hus is Tsjechisch voor gans) en de Kelk – dat stond voor de ketterij die hussieten hadden aangehangen, waarbij gelovigen niet alleen het brood, maar ook de wijn tijdens de communie mochten ontvangen. Hus lijkt overigens geen actief pleitbezorger van dit zogenaamde calicisme te zijn geweest; van hem is slechts één brief over dit onderwerp bewaard gebleven, geschreven toen hij in Konstanz gevangen zat.
De hussieten voerden ook veel onderlinge strijd. De theologie van Hus liet veel ruimte voor interpretatie, wat onder meer leidde tot afsplitsingen als utraquisten, taborieten en horebieten. De utraquisten wilden de avondmaalsbediening onder beide gedaanten (sub utraque specie); de taborieten waren veel radicaler en verwierpen veel meer zaken als on-Bijbels dan Hus had gedaan.
Uiteindelijk werd in 1451 na een troebele periode met ook veel interne (godsdienst-)strijd een hussitische koning uitgeroepen, George van Podiebrad (Jiří z Poděbrad, 1420-1471).

## Invloed op Luther
Op godsdienstig vlak was Hus' nalatenschap blijvend. Er zijn 16e-eeuwse prenten bekend die Wyclif afbeelden als degene die met de vuursteen een vonk maakt, die Hus in staat stelt de kaars aan te steken, waarmee Luther een louterend vreugdevuur ontbrandt. Het staat vast dat Luther een groot bewonderaar was van Hus. Niet alleen had Luther alle brieven en preken van Hus gelezen, hij had ze ook geannoteerd en voorzien van introducties waarin hij zijn grote schatplichtigheid betuigt. Net als Hus was Luther een prominent Bijbelvertaler. Net als Hus moest hij zich voor de Rijksdag in Worms van 1521 verantwoorden voor zijn ketterij – en net als Hus kreeg hij van de keizer een vrijgeleide. Toen de verzamelde geestelijkheid Karel V smeekte om Luther levend te verbranden, antwoordde Karel: "Ik zal niet blozen als Sigismund".

## Herwaardering in de 19e en 20e eeuw

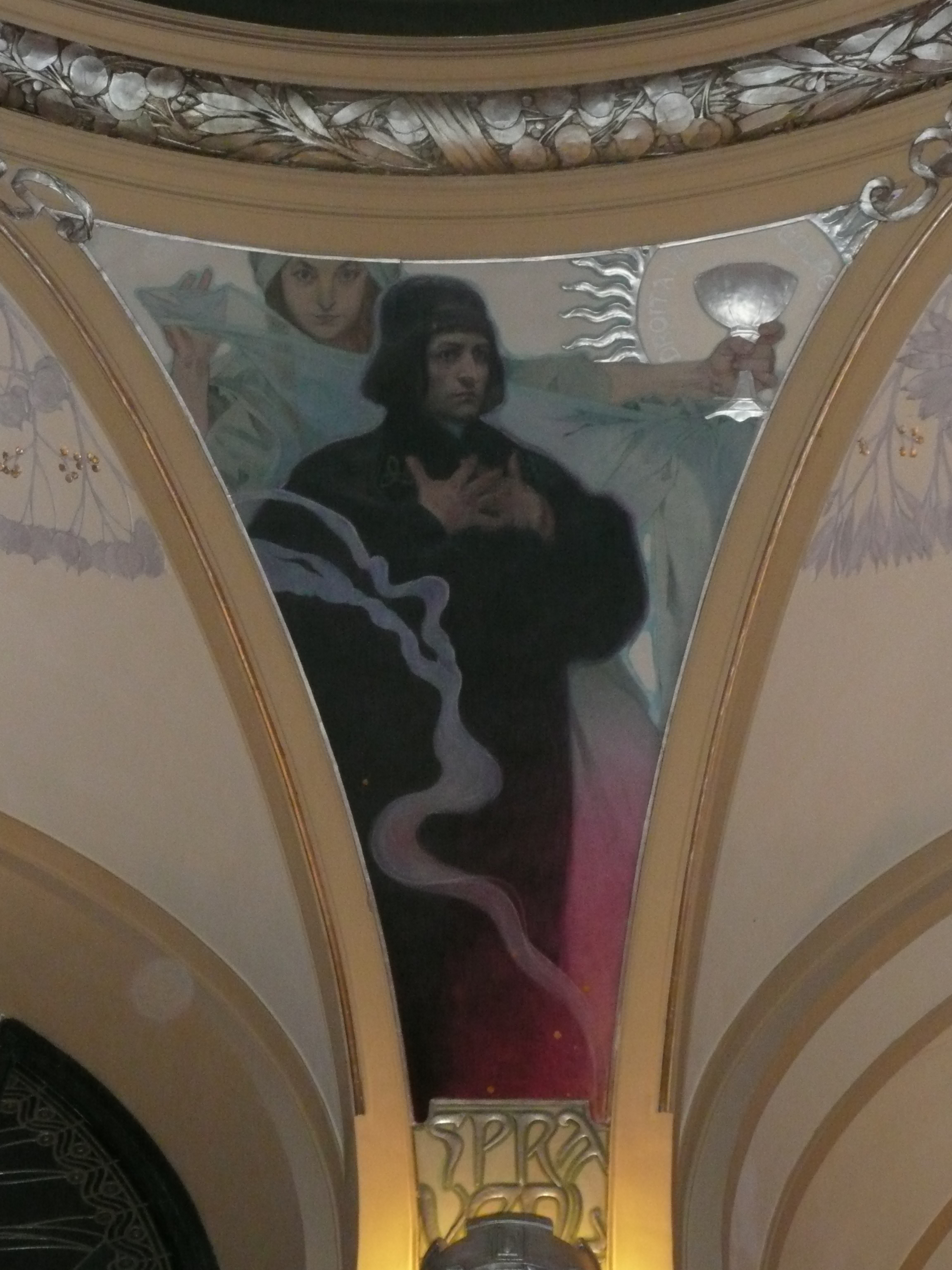
Muurschildering van Jan Hus door Alfons Mucha in de burgemeesterskamer van het stadhuis in Praag, jaren 1920.

Na 300 jaar Habsburgse dominantie vond medio 19e eeuw een enorme herwaardering plaats van de Tsjechische taal, cultuur en geschiedenis. Hus werd het onderwerp van geschiedschrijvingen, toneelstukken en schilderijen (onder meer door Alfons Mucha). In 1914 waren in Praag 9 straten vernoemd naar Hus. Het monument op het Oudestadsplein nabij de Týnkerk dateert van 1903, een groot gedenkbeeld volgde in 1915. Ook prominente hussieten werden op soortgelijke wijze geëerd, Jan Žižka gaf zelfs zijn naam aan een wijk van Praag, Žižkov.
Toen in april 1918 de onafhankelijkheid werd uitgeroepen in de Smetanahal, werd de hussitische hymne "U die de soldaten Gods zijt" aangeheven, en Tsjecho-Slowakijes eerste president, Tomáš Masaryk, riep 6 juli uit tot nationale feestdag: de dag van Jan Hus' martelaarsdood. In 1920 werd de oude Nicolaaskerk omgedoopt tot nationale hussitische kerk, waarna een half miljoen Tsjechen de Katholieke Kerk verlieten. Het werd voor katholieke leraren verboden om middeleeuwse geschiedenis te geven op middelbare scholen. Het antikatholicisme dat de jaarlijkse Jan Husvieringen uitdroegen werd zo intensief, dat het Vaticaan uit protest in 1925 de pauselijke nuntius terugriep uit Praag. De relaties tussen de regering van Masaryk en het Vaticaan bleven de twee jaar daarop erg slecht. Pas op 17 december 1999 heeft Paus Johannes Paulus II zijn spijt betuigd over de dood van Jan Hus.
Het extreem Tsjechische karakter van Hus als boegbeeld was problematisch in het multinationale Tsjecho-Slowakije van na 1918. Hus was expliciet geen held van de overwegend katholieke Slowaken of de orthodoxe Roethenen, die geen historisch gevoel konden oproepen bij 6 juli als nationale feestdag. Zo werden in 1920 Hus' laatste woorden pravda vítězí op de presidentiële banier op de Praagse Burcht vervangen door de neutralere Latijnse versie veritas vincit, om Slowaaks sentiment te sparen (in het Slowaaks zou het motto pravda víťazí hebben geluid – één klinker verschil).
- Bibsys: 90199653
- Biblioteca Nacional de España: XX1280554
- Bibliothèque nationale de France: cb12096600d (data)
- Biografisch Portaal: 34637041
- Catàleg d'autoritats de noms i títols de Catalunya: 981058513401706706
- CiNii: DA02334437
- Gemeinsame Normdatei: 118554948
- Historisch woordenboek van Zwitserland: 021506
- International Standard Name Identifier: 0000 0001 1883 4634
- Library of Congress Control Number: n80057048
- Nationale Bibliotheek van Letland: 000166806
- Bibliotheek van het Japanse parlement: 00620849
- Nationale Bibliotheek van Tsjechië: jk01043287
- Nationale bibliotheek van Australië: 35215424
- Nationale Bibliotheek van Israël: 987007262846205171
- Nationale Bibliotheek van Polen: a0000001010283
- Nationale en Universitaire bibliotheek Zagreb: 000043072
- Nederlandse Thesaurus van Auteursnamen: 068883323
- Istituto Centrale per il Catalogo Unico: MILV078117
- LIBRIS: 62244
- Système universitaire de documentation: 029313570
- Trove: 868758
- Union List of Artist Names: 500229718
- Virtual International Authority File: 165278112
- WorldCat: E39PBJpJ9hqd44gcd6WXKbkFKd